# Cytaea vitiensis
Espèce
Cytaea vitiensis est une espèce d'araignées aranéomorphes de la famille des Salticidae.

## Distribution
Cette espèce est endémique de Viti Levu aux Fidji,.

## Description
Les mâles mesurent de 5,0 à 5,5 mm et la femelle 6,6 mm.

## Étymologie
Son nom d'espèce, composé de viti et du suffixe latin -ensis, « qui vit dans, qui habite », lui a été donné en référence au lieu de sa découverte, Viti Levu.

## Publication originale
- Berry, Beatty & Prószyński, 1998 : Salticidae of the Pacific Islands. III. Distribution of Seven Genera, with Description of Nineteen New Species and Two New Genera. Journal of Arachnology, vol. 26, no 2, p. 149-189 (texte intégral).